# Adontomerus confusus
Adontomerus confusus är en stekelart som beskrevs av Askew 2000. Adontomerus confusus ingår i släktet Adontomerus och familjen gallglanssteklar. Inga underarter finns listade i Catalogue of Life.